# Nhóm Tổng Hội Sinh Viên
Tổng Hội Sinh viên là một nhóm nhạc thời kỳ tiền chiến, được thành lập bởi nhạc sĩ Lưu Hữu Phước. Cùng với nhóm Đồng Vọng, Tổng Hội Sinh viên mở ra dòng nhạc hùng trong tân nhạc Việt Nam. Nhưng so với Đồng Vọng thì Tổng Hội Sinh viên manh tính chính trị nhiều hơn.

## Lịch sử

Lưu Hữu Phước

Tổng Hội Sinh viên được khởi đầu trong nhóm sinh viên ở Hà Nội trong đó sinh viên miền Nam tỏ ra nhiều khả năng văn nghệ. Tổng Hội Sinh viên chú trọng đặc biệt đến việc dùng Tân nhạc trong việc đấu tranh chính trị chống Pháp và Nhật.
Trong một bài viết về thời tiền chiến trong Tân nhạc, nhạc sĩ Lê Thương đã cho rằng: "...Từ 1943 đến 1945 thì Tổng Hội Sinh Viên đã chế ngự phong trào Tân nhạc và gây những ảnh hưởng sâu đậm chưa từng có.
Phạm Duy viết: "Vào lúc Tân nhạc Việt Nam có thêm xu hướng mới, trong hai nhóm chủ trương nhạc hùng thì nhóm Tổng Hội Sinh Viên có nhiều tính chất chính trị hơn nhóm Đồng Vọng".
Cũng theo nhạc sĩ Phạm Duy thì khi đó bên cạnh Lưu Hữu Phước có những người mà về sau trở thành những chính trị gia như Mai Văn Bộ, Nguyễn Thành Nguyên, Huỳnh Văn Tiểng... soạn giúp lời ca hoặc cung cấp đề tài.
Lưu Hữu Phước cùng với nhóm sinh viên trong Tổng Hội đã tung ra nhiều ca khúc giá trị khơi dậy lòng yêu nước trong dân chúng, đặc biệt là những học sinh, sinh viên. Những ca khúc đó thường lấy đề tài lịch sử ca ngợi những chiến công, những anh hùng dân tộc, đặc biệt phải kể đến những bản nhạc của Lưu Hữu Phước. Nhiều ca khúc như Tiếng gọi sinh viên, Hồn tử sĩ, Bạch Đằng giang, Ải Chi Lăng, Hội nghị Diên Hồng, Hờn Sông Gianh... đã để lại dấu ấn trong lịch sử tân nhạc Việt Nam.